# Mammillaria blossfeldiana
Mammillaria blossfeldiana là một loài thực vật có hoa trong họ Cactaceae. Loài này được Boed. mô tả khoa học đầu tiên.